# .hack//SIGN
『.hack//SIGN』（ドットハック サイン）は、2002年4月から同年9月まで一部テレビ東京系列局で放送されていたテレビアニメ。全26話、テレビ未放送のOVAを含むと全28話。
Project .hackの一環として制作された作品。

## あらすじ
時代は近未来の2010年。立体映像、音響による仮想現実で異世界を体験できるオンラインゲーム、『The World』が人気を得ていた。物語は『The World』のゲーム内に閉じ込められてしまったプレイヤー司を中心にして進んでいく。当初、司は現実世界への絶望から他のプレイヤーからの支援を拒絶していたが、しだいに心を開き、脱出の方法を見出していく。ほとんどの場面がゲーム中の出来事で構成されており、登場人物の多くがゲームの中のキャラクターとしての役割と、現実世界での人物像の二重構造で描写されることでドラマ性を生み出している。また、本作品はProject .hackの一作であり、ゲーム『.hack』の前日譚として位置づけられている。物語の背景として、『The World』を管理するAIの暴走と究極AIアウラの覚醒までが描かれる。
呪紋使いの司（つかさ）は他者との関係を持とうとせず、傍若無人にふるまう少年PCだった。ある時、司はなぜかログアウトできなくなっていることに気づくが、現実世界に絶望していたために、状況を肯定的に受け入れてしまう（1話）。ゲームを続ける司は猫型PCマハと、司を護ると約束するモルガナの声に導かれる。そして、秘密の場所へ招待され、いつまでも眠り続けている少女アウラに出会う（2話）。アウラと司の心には密接なつながりが発生する。司はゲームの世界でも現実同様の五感を得、他にも特別な力を与えられる。モルガナは司が現実世界での希望を持たせないように、巧みに誘導していく。
偶然司と遭遇し、異常を感じた女性重剣士のミミル、男性剣士のベアは司を助けようとする。はじめは援助を拒否し、ことあるごとに秘密の場所に引きこもっていた司だが、二人の真摯な態度に心を開いていく。ミミルは司の最初の友達となった。ベアは現実世界で調査を行い、司のプレイヤーである少女が『The World』のプレイ中に意識不明となる未帰還者になっていたこと、また、親から虐待を受けていたことを知り、支援を約束する。一方、司はプレイヤー有志によって構成される自治集団「紅衣の騎士団」からその力により『The World』を崩壊させる危険人物と見なされ、追われることとなる。
「紅衣の騎士団」は女性重斧使い昴（すばる）に率いられ、不正や迷惑行為の防止を目的に行動している。騎士団の男性剣士銀漢 （ぎんかん）は強硬な手段で司を捕らえようとするが、穏健な活動を求める昴は騎士たちをいさめる。昴は司に特別な感情を持つが、銀漢は正義感からか、嫉妬心からか二人の接触を断とうとする。
昴のもとに古い友人である男性重槍使いクリムが訪れる。昴の行動原理はクリムの助言で支えられ続ける。その他、女性呪紋使いBT、男性双剣士楚良（そら）が司の特別性に興味を持ち、その時々で組む相手を変え、利を得ようとする。
司の周囲のPC達はシステムを超越する力を持つと言われる伝説のアイテム Key of The Twilight の噂を信じるようになり、各々が探索を始める。PC達は正体不明のハッカーヘルバの導きを受け、ことの真相に近づいていく。探索の中で司は一度命を落とし、自己の存在が信じられなくなる。これとほぼ同時期に、昴は銀漢らの強硬派を抑えることができなくなり、騎士団を解散させる。自らの居場所を失った昴は司の傍らにいることを望むようになり、二人は互いの心を支えあうようになる。
明らかになった真相は次のようなものである。
- アウラこそが Key of The Twilight であり、『The World』上で人間の思考を学び成長するAIであった。
- モルガナはアウラを生み出すために『The World』を制御するAIであったが、アウラの覚醒で自己が消失するのを恐れていた。そのため、アウラに絶望を学習させ歪んだ性質により自壊させることを計画した。
- 司はこの計画に最適な気質を持っていたので、『The World』に意識を閉じ込められ、アウラと精神をリンクさせられた。

しかし、司は他のPC、とくに昴の影響により、希望を持ちはじめてしまった。これはモルガナの望むことではなかったため、モルガナは昴の排除を企む。
司に関わったPCは昴を守るために集結する。唯一、楚良だけはモルガナに取り入り対立した。モルガナとPC達との戦いの中で、司は現実世界へ帰還する決意を確固たるものにした。これによりアウラの正常な覚醒が果たされ、また、司のプレイヤーも回復に向かった。楚良はモルガナに不信感を持ち離れようとするが、モルガナの怒りをかい未帰還者にされる。最後には昴と司のプレイヤーとが現実世界で出会い『.hack//SIGN』本編の完結となる。楚良のその後の運命、また。モルガナとアウラの戦いの決着はPS2用ゲーム4部作『.hack』で語られる。

## 登場人物

### 主要人物
司（つかさ）
声 - 斎賀みつき
マナーを無視し、他者との交流を拒絶している呪紋使いの少年。ゲームの世界から出ることができなくなっている。
プレイヤーの少女は父親から虐待を受けており、現実逃避のために『The World』をプレイしていた。

昴（すばる）
声 - 名塚佳織
常識的な判断能力を持つ、平和主義者の少女。職業は重斧使い。プレイヤーの自治団体「紅衣の騎士団」の長として、ゲーム世界の治安を守っている。騎士団に追われる司が気にかかり、想いを寄せていく。プレイヤーの領分を越えて管理を強化しようとする騎士団に危惧を抱いている。
プレイヤーの少女は脚の障害により車椅子生活を送っている。境遇にかかわらず対等になれる世界と考えて『The World』をプレイしていた。

ミミル
声 - 豊口めぐみ
明るく世話好きな少女。職業は重剣士。最初は興味本位で不思議なPC・司を追っていたが、険悪なムードで司と出逢い他人のことを考えずに行動し身勝手な言葉を放つ彼の姿を見て一度は決別する。しかし、自らの身の振り方を考え、次第に司との距離が縮まり彼に対し“司の身に降りかかる色んなものから司を守る”と誓った。
プレイヤーは女子高校生。
ベア
声 - 中田和宏
初心者のレクチャーといった役割を引き受けることも多い古参のプレイヤー。48歳。職業は剣士。
息子がいるが離婚により父親としての役目を果たせていないと感じている。その代償行為として、司の父親代わりになろうとする。
現実世界では有名な小説家で、彼の執筆した「アンヌーン」はクリムや銀漢も愛読していた。
BT
声 - 平松晶子
ぶっきらぼうで冷たい性格の大人の女性。職業は呪紋使い。Key of Twilightの謎に迫るため、策士として暗躍する。BTとしての人格は意図的に演じているもので、大人としての気遣いを見せるときもある。名前はレタスが嫌いなのでBLTサンドイッチからLを除いたものである。
クリム
声 - 三木眞一郎
紅い稲妻クリムを名乗る熱血漢。職業は重槍使い。現実世界と異なる自分を演じきっている。時に、気負いすぎる仲間たちに、『The World』をゲームとして楽しめと諭し、良い結果をもたらす。
銀漢（ぎんかん）
声 - 千葉一伸
昴を慕う側近の騎士。職業は剣士。騎士としての忠義心を持つ一方で、不正PCの実力排除を否定する昴への不信感も合わせ持つ。昴との対立は騎士団の解散を招くが、後に騎士としての理想を悟る。

楚良（そら）
声 - 家中宏
気まぐれで狡猾かつ、幼稚な言動と奇行に走るPK。職業は双剣士。司と Key of Twilight に面白そうだからと関わる。その時々の気分で裏切りと協力を繰り返し、終にはモルガナに囚われて未帰還者となる。
プレイヤーは小学4年生。本編後であるが、解放されるも記憶を失っている。

### NPC・人工知能など
黄昏の守護者（ガーディアン）
モルガナが司に贈った守護モンスター。ゲル状で鉄アレイのような形をしている。その攻撃を受けたプレイヤーは、ゲームの中の出来事であるにもかかわらず、苦痛を受け、記憶障害などの後遺症が出る。
アウラ
声 - 坂本真綾
司が出会った眠れる少女。『The World』を訪れるプレイヤーの思考を学び成長する自己進化型の人工知能。司と強いつながりを持たされてしまい、司が希望を抱くと正しく成長し、絶望を抱くと自壊していく。

モルガナ・モード・ゴン
声 - 田中理恵
『The World』を管理する人工知能。アウラの覚醒を恐れ、滅ぼそうとする。司には母を騙り信用させる。始めは司を優しく慰め、他者との積極的な交流を勧めるが、巧な誘導により司に絶望を与える。

マハ
モルガナの代弁者として司を導く猫型NPC。司との間に友情が生まれ、モルガナに逆らう。

ハロルド＝ヒューイック
声 - 山崎たくみ
『The World』の開発者。すでに死亡しており、ゲーム内に意識だけが残っている。アウラを娘と呼び、気にかけている。

### その他の人物
ヘルバ
声 - 冬馬由美
凄腕のハッカー。『The World』の異常の原因を探り、プレイヤーを事態の解決に導く。

A-20（えーのにじゅう）
声 - 榎本温子
『The World』歴1週間の初心者。職業は双剣士。同級生を見返してやるべく、レベル不相応のダンジョンに挑戦する。モンスターにやられてもあきらめずに挑戦しつづけるA-20の姿を見て、司との関係改善をあきらめていたミミルにとって1つの転機となる。
プレイヤーは学生であり、A-20という名前の由来は出席番号から。同級生も同様のPC名を持っており、A-20よりも先にゲームを始めている。
蒼海のオルカ、蒼天のバルムンク
声 - 檜山修之（バルムンク）
英雄視されているプレイヤー。『The World』に起きている異常を調査している。

ミミカ
声 - 勝生真沙子
第27話『Intermezzo』のゲストキャラ。
三人のプレイヤーが共同で交代してPCを操作しているため、プレイ時間や経験値は並の一般PCとは比べものにならない。
SIGNから二年前、仲間の青年剣士を救いたいと言う少女剣士（ミミルのプレイヤーが二年前に使用していたPC）の願いを聞き入れ向う。
最深部で強大なモンスターと出会ったミミカは、当時の『The World』のバージョンでしか使えなかったという“PCの全エネルギーと引き換えに敵を討つ”呪紋を使用し、モンスターを倒すことに成功する。しかし、呪紋の使用と引き換えに自身はクリスタル化してしまう。
本来なら回復してもらえば元に戻れるはずだったが、クリスタル化の直後に倒れこんできたモンスターにPCを壊されてしまい、それによりミミカは修復不可能となってしまった。
それ以来、彼女はクリスタルの欠けた人形のまま、ダンジョン最深部で静かに佇んでいる。
リアルは美零（声 - 下屋則子）、美留子（声 - 皆川純子）、美咲（声 - 近藤光世）という三人のプレイヤーが共同でPCを使用している。この内二人が18歳で、もう一人は誕生日を間近に控えた17歳の少女である。

## スタッフ
- 原作 - Project .hack
- 監督 - 真下耕一
- シリーズ構成 - 伊藤和典
- キャラクター原案 - 貞本義行
- キャラクターデザイン - 大澤聡、番由紀子、岩岡優子、芝美奈子
- メカニックデザイン - 寺岡賢司、岡辰也
- 美術監督 - 海野よしみ
- 色彩設計 - 小島真喜子
- 特殊効果 - 村上正博
- 撮影監督 - 鎌田克明
- 編集 - 森田清次
- 音響演出 - 中野徹
- 音楽 - 梶浦由記
- 音楽プロデューサー - 野崎圭一
- 制作協力 - サイバーコネクトツー
- アニメーション制作 - ビィートレイン
- 製作 - バンダイビジュアル、読売広告社

## 主題歌
オープニングテーマ「Obsession」
歌 - See-Saw / 作詞・作曲・編曲 - 梶浦由記
エンディングテーマ「優しい夜明け」
歌 - See-Saw / 作詞・作曲・編曲 - 梶浦由記

## 各話リスト
| 話数              | サブタイトル                | 脚本                | 絵コンテ          | 演出              | 作画監督              | 備考                                                               |
| ----------------- | --------------------------- | ------------------- | ----------------- | ----------------- | --------------------- | ------------------------------------------------------------------ |
| 第1話             | Role Play（ロールプレイ）   | 伊藤和典            | 真下耕一          | 澤井幸次          | 大澤聡                |                                                                    |
| 第2話             | Guardian（ガーディアン）    | 伊藤和典            | 守岡博            | 守岡博            | 番由紀子              |                                                                    |
| 第3話             | Folklore（伝承）            | 伊藤和典            | 川面真也          | 川面真也          | 門智昭                |                                                                    |
| 第4話             | Wanted（指名手配）          | 伊藤和典            | 有江勇樹          | 有江勇樹          | 岩岡優子              |                                                                    |
| 第5話             | Captured（虜囚）            | 伊藤和典 面出明美   | 澤井幸次          | 澤井幸次          | 岡辰也                |                                                                    |
| 第6話             | Encounter（エンカウント）   | 伊藤和典            | 守岡博            | 守岡博            | 番由紀子              |                                                                    |
| 第7話             | Reason（理由）              | 伊藤和典 横手美智子 | 多田俊介          | 高木茂樹          | 門智昭                |                                                                    |
| 第8話             | Promise（約束）             | 伊藤和典            | 川面真也          | 川面真也          | 大澤聡                |                                                                    |
| 第9話             | Epitaph（エピタフ）         | 伊藤和典            | 有江勇樹          | 有江勇樹          | 岩岡優子              |                                                                    |
| 第10話            | Compensation（代償行為）    | 伊藤和典 横手美智子 | 守岡博            | 守岡博            | 岡辰也                |                                                                    |
| 第11話            | Party（パーティー）         | 森木林 真下耕一     | 多田俊介          | 有江勇樹          | 番由紀子              |                                                                    |
| 第12話            | Entanglement（錯綜）        | 伊藤和典 横手美智子 | 澤井幸次          | 澤井幸次          | 門智昭                |                                                                    |
| 第13話            | Twilight Eye（黄昏の眼）    | 伊藤和典            | 川面真也          | 川面真也          | 岩岡優子              |                                                                    |
| 第14話            | Castle（逆城都市）          | 伊藤和典            | 守岡博            | 守岡博            | 岡辰也                |                                                                    |
| 第15話            | Depth（深淵）               | 伊藤和典            | 多田俊介          | 川面真也          | 大澤聡                |                                                                    |
| 第16話            | Conflict（コンフリクト）    | 伊藤和典 横手美智子 | 有江勇樹          | 有江勇樹          | 番由紀子              |                                                                    |
| 第17話            | Declaration（宣言）         | 沢村光彦            | 澤井幸次          | 澤井幸次          | 門智昭                |                                                                    |
| 第18話            | Recollection（追憶）        | 伊藤和典 横手美智子 | 守岡博            | 守岡博            | 岩岡優子              |                                                                    |
| 第19話            | Tempest（嵐）               | 伊藤和典            | 多田俊介          | 川面真也          | 大澤聡                |                                                                    |
| 第20話            | Despair（絶望）             | 沢村光彦            | 多田俊介          | 有江勇樹          | 門智昭 つばたよしあき |                                                                    |
| 第21話            | Phantom（幽霊）             | 沢村光彦            | 有江勇樹 川面真也 | 有江勇樹 川面真也 | 番由紀子              |                                                                    |
| 第22話            | The Eve（前夜）             | 伊藤和典 横手美智子 | 守岡博            | 守岡博            | 岡辰也                |                                                                    |
| 第23話            | Net Slum（ネットスラム）    | 伊藤和典            | 澤井幸次          | 澤井幸次          | 岩岡優子              |                                                                    |
| 第24話            | Catastrophe（カタストロフ） | 伊藤和典            | 守岡博            | 守岡博            | 門智昭                |                                                                    |
| 第25話 （最終話） | Return（帰還）              | 伊藤和典            | 有江勇樹 川面真也 | 有江勇樹 川面真也 | 大澤聡                |                                                                    |
| 番外編            | Intermezzo（間奏曲）        | じんのひろあき      | 守岡博            | 守岡博            | 岡辰也                | TV未放映話。                                                       |
| 総集編            | Evidence（証）              | -                   | -                 | -                 | -                     | 第14話までの総集編。                                               |
| 第28話            | Unison（ユニゾン）          | 沢村光彦            | 守岡博            | 有江勇樹          | 大澤聡                | 初出：「.hack//Integration」。 「.hack//SIGN DVD-BOX」には未収録。 |

## 放送局
この作品はテレビ東京系列に属するほとんどの局で放送されたが、唯一テレビ北海道では放送されなかった（『.hack//Roots』はテレビ北海道でも放送された）。
| 放送地域       | 放送局         | 系列                  | 放送期間                      | 放送日時           |
| -------------- | -------------- | --------------------- | ----------------------------- | ------------------ |
| 関東広域圏     | テレビ東京     | テレビ東京系列        | 2002年4月3日 - 9月25日        | 水曜 24:55 - 25:25 |
| 愛知県         | テレビ愛知     | テレビ東京系列        | 2002年4月3日 - 9月25日        | 水曜 25:25 - 25:55 |
| 岡山県・香川県 | テレビせとうち | テレビ東京系列        | 2002年4月3日 - 9月25日        | 水曜 25:50 - 26:20 |
| 大阪府         | テレビ大阪     | テレビ東京系列        | 2002年4月3日 - 9月25日        | 水曜 25:55 - 26:25 |
| 福岡県         | TVQ九州放送    | テレビ東京系列        | 2002年4月8日 - 9月30日        | 月曜 25:20 - 25:50 |
| 日本全域       | BS11           | BS放送 / 『ANIME+』枠 | 2017年10月3日 - 2018年3月27日 | 火曜 25:00 - 25:30 |

## Unison
OVAに収録された作品で、この『.hack//SIGN』の第28話（テレビ未放送）と位置づけられるが、時期的にはゲーム版よりも後の作品である。SIGNおよびゲーム版の登場人物の多くが登場する。内容は、ゲーム版の「黄昏事件」解決により、それを労うヘルバにより登場人物らがネットスラムに呼び出されるというものである。
この『Unison』におけるそれぞれの人物の詳細は、#登場人物および.hack (ゲーム)#登場人物を参照。

## サウンドトラック

### .hack//SIGN Original Sound & Song Track 1
.hack//SIGN Original Sound & Song Track 1（ドットハックサインオリジナルサウンドアンドソングトラックワン）は、2002年7月24日にリリースされたテレビアニメ『.hack//SIGN』のサウンドトラックである。
| #   | タイトル                            | 作詞 | 作曲・編曲 |
| --- | ----------------------------------- | ---- | ---------- |
| 1.  | 「yasashii yoake TV-size」(See-Saw) |      |            |
| 2.  | 「the world」(梶浦由記)             |      |            |
| 3.  | 「kiss」                            |      |            |
| 4.  | 「key of the twilight」             |      |            |
| 5.  | 「valley of mist」                  |      |            |
| 6.  | 「where the sky is high」           |      |            |
| 7.  | 「fake wings」                      |      |            |
| 8.  | 「interlude」                       |      |            |
| 9.  | 「fear」                            |      |            |
| 10. | 「aura」                            |      |            |
| 11. | 「before dawn」                     |      |            |
| 12. | 「foreigners」                      |      |            |
| 13. | 「b.t.」                            |      |            |
| 14. | 「a stray child」                   |      |            |
| 15. | 「sit beside me」                   |      |            |
| 16. | 「magic and sword」                 |      |            |
| 17. | 「a bit of happiness」              |      |            |
| 18. | 「silent life」(梶浦由記)           |      |            |
| 19. | 「obsession TV-Mix」(See-Saw)       |      |            |

### .hack//SIGN Original Sound & Song Track 2
.hack//SIGN Original Sound & Song Track 2（ドットサインオリジナルサウンドアンドソングトラックツー）は、テレビアニメ『.hack//SIGN』のセカンドサウンドトラックである。
| #   | タイトル                                    | 作詞 | 作曲・編曲 |
| --- | ------------------------------------------- | ---- | ---------- |
| 1.  | 「open your heart」(梶浦由記)               |      |            |
| 2.  | 「smallest delight」                        |      |            |
| 3.  | 「labylinth」                               |      |            |
| 4.  | 「in the land of twilight, under the moon」 |      |            |
| 5.  | 「in your mind」                            |      |            |
| 6.  | 「bear」                                    |      |            |
| 7.  | 「echoes」                                  |      |            |
| 8.  | 「cyber-slum」                              |      |            |
| 9.  | 「strangers」                               |      |            |
| 10. | 「where you are」                           |      |            |
| 11. | 「limits」                                  |      |            |
| 12. | 「broken wings」                            |      |            |
| 13. | 「mimiru」                                  |      |            |
| 14. | 「useless chatting」                        |      |            |
| 15. | 「secret project」                          |      |            |
| 16. | 「say goodbye」                             |      |            |
| 17. | 「to nowhere」                              |      |            |
| 18. | 「end of the world」                        |      |            |
| 19. | 「das wandern」                             |      |            |
| 20. | 「open your heart~reprise」(梶浦由記)       |      |            |